# Ada Halenza
Ada Halenza (Pseudonym; verh. Magda Koch-Riehl; * 20. April 1900 in Bremen; † 10. Juli 1990 in Bremen) war eine deutsche Schriftstellerin, die unter anderem in Bremer Missingsch schrieb. Dabei kommen zwei Bremerinnen (Madda und Kede) aus der Humboldtstraße zu Wort.

## Biografie
Halenza ist die Tochter von Friedrich (* 1871) und Berta Halenza. Sie wuchs in Bremen im Ostertorviertel auf. Sie absolvierte das private Lyzeum  Janson. Schon hier fiel sie durch ihre interessanten Aufsätze auf.  Sie lebte in den 1920er-Jahren in Berlin und heiratete den Schauspieler Rudolf Koch-Riehl, der ab 1944 auch Direktor des Theaters am Schiffbauerdamm war. Sie schrieb die Komödie Herzjunge, die hier aufgeführt wurde.
Nach dem Zweiten Weltkrieg zog sie nach Norddeutschland zurück und wohnte in dem Bauernhaus Kiautschou an der Hamme. Sie schrieb Hörspiele und Filmmanuskripte. Ihr Mann war als Regisseur und Schauspieler am Bremer Künstlertheater im Concordia in der Schwachhauser Heerstraße engagiert. Bekannt wurde sie durch ihre seit 1947 im Weser-Kurier und bei Radio Bremen veröffentlichten Geschichten von den beiden Putzfrauen Madda und Kede.
 
1956, nach dem Tod ihres Mannes, wohnte sie und ihre Schwägerin Gunthild Koch in Bremen - Mitte, wo sie in der Kohlhökerstraße Nr. 15 einen privaten Kindergarten der Schwägerin mit betreute.

## Werke
- Herzbube, Komödie, 1944.
- Seinerzeit ... zu meiner Zeit. Eine heitere Bremer Familiengeschichte. Schünemann, Bremen 1983; ISBN 3-7961-1687-6; ursprünglich als Fortsetzungsroman im Weser-Kurier 1949 und als Buch 1950 erschienen.
- Madda & Kede und andere lustige Geschichten aus Bremen. Mit Zeichnungen von Herbert Wellmann. Verlag Weser-Kurier, Bremen 1954 sowie Schünemann Verlag, Bremen 1977 und Schünemann, Bremen 1981; ISBN 3-7961-1692-2.
- Glauben anner Menschheit is hin … und andere Erkenntnisse von Madda & Kede. Schünemann Verlag, Bremen 1980 und Schünemann, Bremen 1981; ISBN 3-7961-1722-8
- Erzählungen im WK von 1949 bis 1950 wie u. a. Oma Gerken, Niklas, Büschen wat vom ollen Hinnerk, Alles wegen ihr.